# Cloud 9 (E-Sport-Organisation)
Cloud9 (kurz: C9) ist eine US-amerikanische E-Sport-Organisation. Aus dem League-of-Legends-Team Team NomNom im Januar 2013 hervorgegangen, hat die Organisation inzwischen in einer Vielzahl von Disziplinen erfolgreiche Spieler unter Vertrag.

## League of Legends
Die Spieler Zach „Nien“ Malhas, Jason „WildTurtle“ Tran, Hai „Hai“ Lam, Daerek „LemonNation“ Hart und Gabriel „Yazuki“ Ng, welche nach der Trennung mit ihrer vorherigen Organisation Quantic Gaming zunächst als Team NomNom antraten, nannten ihr Team am 8. Januar 2013 in Cloud 9 um. In dieser Zeit verpasste das Team den Einzug in die League Championship Series. Es kam mehrmals zu Wechseln. Nachdem das Lineup im April und Mai 2013 ein weiteres Mal von Quantic Gaming aufgenommen wurde und sich für die LCS Summer 2013 qualifizierte, verpflichtete Jack Etienne das Lineup (seitdem bestehend aus Hai „Hai“ Lam, Daerek „LemonNation“ Hart, An „Balls“ Van Le, William „Meteos“ Hartman und Zachary „Sneaky“ Scuderi) für 10.000 US-Dollar und gründete die heutige Organisation unter dem Namen Cloud 9. In kurzer Zeit schloss das Team auf die Weltspitze auf. Cloud 9 gewann die LCS Summer 2013 in Nordamerika und qualifizierte sich damit für die League of Legends World Championships 2013, wo das Team unter die besten acht kam. Auch 2014 feierte Cloud 9 weitere Erfolge. Neben einem weiteren Achtelfinaleinzug bei den League of Legends World Championship und einem dritten Platz bei den ESL Intel Extreme Masters World Championships, feierte das Lineup einen ersten und einen zweiten Platz bei den League Championship Series. Nach dem Spring-Split 2015 trat Hai „Hai“ Lam aus dem Team zurück, aber nicht aus der Organisation. Er wurde durch den Dänen Nicolaj „Incarnati0n“ Jensen ersetzt. Nach den Season 5 World Championship zog sich auch LemonNation aus den Aktiven Roster zurück und belegte eine Managementposition im Team. Auch Meteos verließ Ende 2016 das Team, der durch Juan „Contractz“ Arturo Garcia abgelöst wurde.

Cloud 9 gründete für den 2016 Summer Split das Schwesterteam Cloud 9 Challenger, die in der darunterliegenden Liga (Challenger Series) mit den Ehemaligen LemonNation, Hai und Altec spielte. Nach der Qualifizierung für die LCS musste Cloud 9 Challenger aufgrund des Reglements verkauft werden und trat im 2017 Spring Split als Team FlyQuest an. Das Hauptteam qualifizierte sich im 2016 Summer Split für die League of Legends World Championship, schied allerdings im Viertelfinale gegen das E-Sports-Team Samsung Galaxy aus. 2017 unterlag Cloud 9 lediglich Team SoloMid im Spring Split und qualifizierte sich im Summer Split 2017 für die League of Legends Worlds Championship in China, wo sie jedoch gegen das chinesische Team WE im Viertelfinale ausschieden. Nach einem enttäuschenden Spring Split 2018, wo sie im Viertelfinale ausschieden, belegte Cloud 9 im Summer Split 2018 in der Hinrunde zwischenzeitlich den letzten Platz, konnte sich jedoch in einer starken Rückrunde und Playoffs, ins Finale der NA LCS qualifizieren, wo sie jedoch gegen Team Liquid 0:3 verloren. Ebenfalls qualifizierte sich das Team für die League of Legends World Championship 2018, wo sie sich bis ins Halbfinale durchkämpften, dort jedoch dem europäischen Team Fnatic unterlagen.

### Lineup
(Stand Jan. 2025)
| Nat.               | Name                       | Position |
| ------------------ | -------------------------- | -------- |
| Korea Sud          | Park „Thanatos“ Seung-gyu  | Top      |
| Vereinigte Staaten | Robert „Blaber“ Huang      | Jungle   |
| Korea Sud          | Lee „Loki“ Sang-min        | Mid      |
| Danemark           | Jesper „Zven“ Svenningsen  | ADC      |
| Kanada             | Philippe „Vulcan“ Laflamme | Support  |

## Dota 2

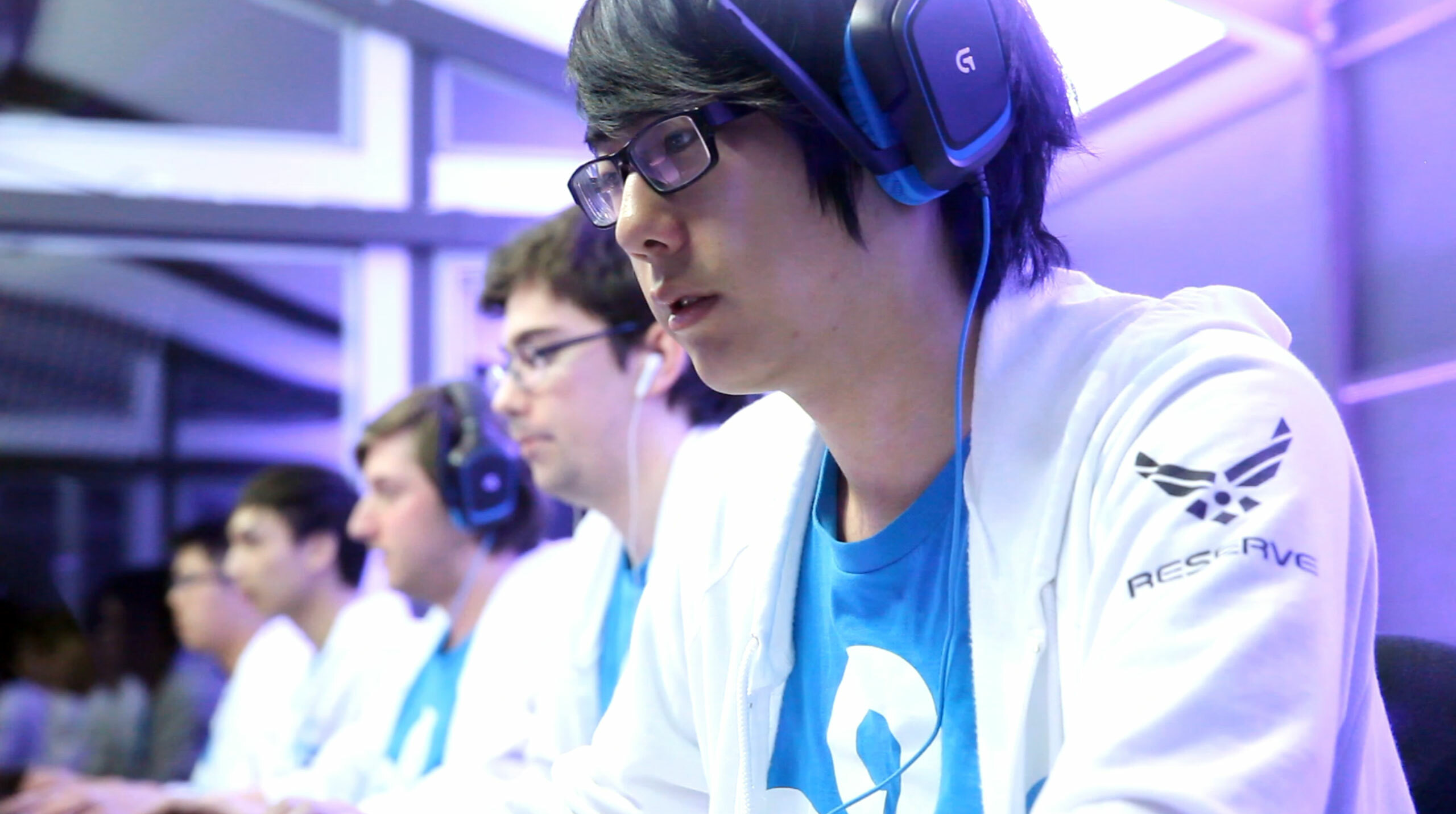
Das Dota-2-Team in einem Spiel beim The International 2014

Im Februar 2014 eröffnete Cloud 9 mit der Verpflichtung der vorherigen Spieler von Speed Gaming.int ihre Dota-2-Abteilung. Erste größere Erfolge feierte das Team mit jeweils dem zweiten Platz in der Dota 2 Champions League Season 2 und in der ASUS ROG DreamLeague Season 1. Beim mit über 10 Millionen $ dotierten Turnier The International 2014 kam Cloud 9 unter die besten sechs Teams und sicherte sich ein Preisgeld von 655.842 $. Im Verlaufe des Jahres 2014 folgten weitere Podestplätze bei der World Cyber Arena 2014, bei der Star Ladder Star Series Season 10, bei den World E-sport Championships 2014 oder bei der zweiten Ausgabe von The Summit. So konnten unter Cloud 9 alle beteiligten Spieler zu Jahresende 2014 zusammen ein Preisgeld von etwa einer Million US-Dollar verbuchen. 2015 machte C9 erstmals bei den Dota 2 Asia Championships 2015 mit einem Top-6-Ergebnis auf sich aufmerksam. Dabei gewannen die Spieler zusammen 152.876 $ Preisgeld. Auf dem The International 2015 landete Cloud 9 im hinteren Teil des Feldes. Organisation und Team trennten sich kurz darauf. In der ersten Jahreshälfte spielte ein dänisches Quintett um Marcus „Ace“ Hoelgaard für Cloud 9. Größter Erfolg war der zweite Platz bei den World Electronic Sports Games. Im Juli 2017 stellte Cloud 9 ein Lineup vor, von welchem alle fünf Spieler bereits in früheren Jahren für die Organisation spielten und nach dem The International wieder entlassen wurde.

### Lineup im Juli 2018
- Kurtis „Aui_2000“ Ling
- Johan „pieliedie“ Åström
- Jacky „EternaLEnVy“ Mao
- Adrian „Fata“ Trinks
- Arif „MSS“ Anwar

## Hearthstone: Heroes of Warcraft
In Hearthstone: Heroes of Warcraft bindet Cloud 9 aktuell die sechs folgenden Spieler an sich. Die größte Erfolge für C9 in dieser Disziplin konnte Aleksandr „Kolento“ Malsh mit Siegen beim Viagame House Cup, bei der CN vs EU Season 2, bei der Kinguin Pro League 2015 Season 1 oder beim DreamHack Winter 2014 erreichen. Im Juli 2017 erreichte er das Finale der von Blizzard Entertainment organisierten Hearthstone Spring Championship.

### Spieler im Juli 2017
- Aleksandr „Kolento“ Malsh
- Andrew „TidesofTime“ Biessener
- Baek „DDaHyoNi“ Sang-hyeon

## Counter-Strike: Global Offensive
Am 1. August 2014 übernahm Cloud 9 die Spieler von compLexity. Das Team erreichte beim ESL One Cologne 2014 das Achtelfinale und sicherte ein Preisgeld von 10.000 $. Zudem wurde das Team Zweiter bei der ClutchCon 2015, dem Turnier Caseking King of Kings und der 5. Season der CEVO. Nach dem Ausscheiden in der Gruppenphase beim DreamHack Winter 2014, konnte sich das Team im Februar 2015 erfolgreich für die ESL One Katowice 2015 qualifizieren, wo das Team frühzeitig in der Gruppenphase ausschied.
Nachdem Cloud 9 die Spieler Kory „Semphis“ Friesen und Shahzeb „ShahZaM“ Khan durch Ryan „fREAKAZOiD“ Abadir und Tyler „Skadoodle“ Latham ersetzte, konnte sich das neue Lineup Anfang Juli 2015 den zweiten Platz auf den Finals der ersten Saison der ESL ESEA Pro League sichern und gewann 60.000 US-Dollar. Auch in den folgenden zwei Wochen erreichte Cloud 9 beim Electronic Sports World Cup 2015 im kanadischen Montreal und auf der DreamHack Valencia 2015 den zweiten Platz.
Im Jahr 2016 verpflichtete sich Cloud9 im Januar Jake „Stewie2k“ Yip und im Oktober Timothy „autimatic“ Ta. Mit dem neuen Spielern im Team gewann die Organisation die Finals der ESL Pro League Season 4. Im Sommer 2017 folgte der Halbfinaleinzug in der dritten Saison der Esports Championship Series und das Erreichen des Finales auf der ESL One Cologne 2017. Im August 2017 verpflichtete Cloud 9 die Spieler Will „RUSH“ Wierzba und Tarik „tarik“ Celik. Das Team erreichte in den darauffolgenden Turnieren im Herbst 2017 meist die Playoffs. Die ESL One New York 2017, das ELEAGUE CS:GO Premier 2017 und die Intel Extreme Masters Season XII – Oakland beendete Cloud 9 unter den ersten vier.
Im Januar 2018 gewann Cloud 9 das Boston Eleague Major, im Finale gegen FaZe Clan. Damit ist Cloud 9 das erste Nordamerikanische Team, welches ein Major Event gewonnen hat. Das Preisgeld für den ersten Platz bei diesem Turnier betrug 500.000 $.
Im Juli 2019 verpflichtete Cloud 9 die Spieler Oscar „mixwell“ Cañellas, Kenneth „Koosta“ Suen, Damian „daps“ Steele und Tyson „TenZ“ Ngo.
Im Januar 2020 verpflichtete die Organisation das ehemalige Team vom Clan ATK. Bereits kurze Zeit danach schaffte das neue Team die Qualifikation zum Intel Extreme Masters in Katowice 2020. Bei der IEM Katowice 2020 schied man als eines der ersten Teams in der Gruppenphase aus.
Im September folgte eine Ankündigung. Man wolle ein Umstrukturierung vornehmen. Dabei wurde beschlossen, den Caster Henry „HenryG“ Greer als Manager der Counter-Strike Division anzuheuern. Des Weiteren wurde der Serbe Aleksandar „kassad“ Trifunović als Coach für das, noch nicht bekanntgegebene, neue Roster unter Vertrag genommen.
In den folgenden Wochen kam es zur Ankündigung der neuen Spieler. Das Team setzt sich aus den Briten Alex „ALEX“ McMeekin und William „mezii“ Merriman, dem Türken Özgür „woxic“ Eker, dem Dänen Patrick „es3tag“ Hansen und dem Amerikaner Rick „floppy“ Kemery zusammen.
Im Januar 2021 verließ Özgür „woxic“ Eker das Team. Ursprünglich wurde ein 3-jähriger Vertrags ausgehandelt. Gründe dafür waren der hohe, geografisch veranlagte Ping und die unterschiedlichen Zeitzonen. Als Ersatz wurde Erick „Xeppaa“ Bach ins Team genommen. Nach ernüchternden Resultaten entschied man sich dazu, das gesamte Team auf die Ersatzbank zu setzen. Durch die COVID-19-Pandemie war es der Organisation nicht gelungen, das gesamte Team nach Amerika zu bringen, was ursprünglich der Plan gewesen war.
Im Mai 2022 übernahm Cloud 9 das russische Team Gambit, das durch den Krieg in der Ukraine und den darauf folgenden Bann von Turnieren der Organisatoren wie Blast und ESL ausgeschlossen wurde. Später dann auch vom Major Organisator PGL.

### Spieler im August 2024
- Sergei „Ax1le“ Rychtorow
- Kirill „Boobml4“ Michailow
- Timofei „interz“ Jakuschin[27]
- Kaisar „ICY“ Faiznurov[27]
- Nikita „HeavyGod“ Martynenko[27]

## Rocket League

### Lineup
| Rolle   | Aktuelles Lineup (Juli 2019)    |
| Spieler | Kyle „Torment“ Storer           |
| Spieler | Mariano „SquishyMuffinz“ Arruda |
| Spieler | Jesus „Gimmick“ Parra           |

### Erfolge
| Datum         | Platz | Turnier                            | Preisgeld |
| ------------- | ----- | ---------------------------------- | --------- |
| November 2018 | 1.    | RLCS Season 6 - Finals             | 200.000 $ |
| Juni 2019     | 1.    | DreamHack Pro Circuit: Dallas 2019 | 50.000 $  |
| Juni 2019     | 3./4. | RLCS Season 7 - Finals             | 40.000 $  |

## Aktives und ehemaliges Engagement in weiteren Disziplinen
Cloud 9 hält im Juli 2017 weiterhin Spieler in den Shootern Overwatch und Call of Duty, sowie in PlayerUnknown’s Battlegrounds, Vainglory, und der Super-Smash-Bros.-Reihe unter Vertrag. Im letztgenannten Kampfspiel bestreiten die Nordamerikaner Joseph „Mango“ Marquez in Super Smash Bros. Melee und Elliot Bastien „Ally“ Carroza-Oyarce in Super Smash Bros. for Wii U Wettkämpfe für Cloud 9.
Im Oktober 2014 entstand die Abteilung Heroes of the Storm. Im Folgemonat wurde die Abteilung in das Cloud-9-Vortex-Team und das Cloud-9-Maelstrom-Team gespalten. Cloud 9 Vortex wurde Ende Juli 2015 entlassen. Im Juni 2016 stellte C9 sein Engagement in dieser Disziplin ein. Weiterhin spielten E-Sportler in der Spielereihe Halo und in Smite für die Organisation.